# Bernardito Cleopas Auza

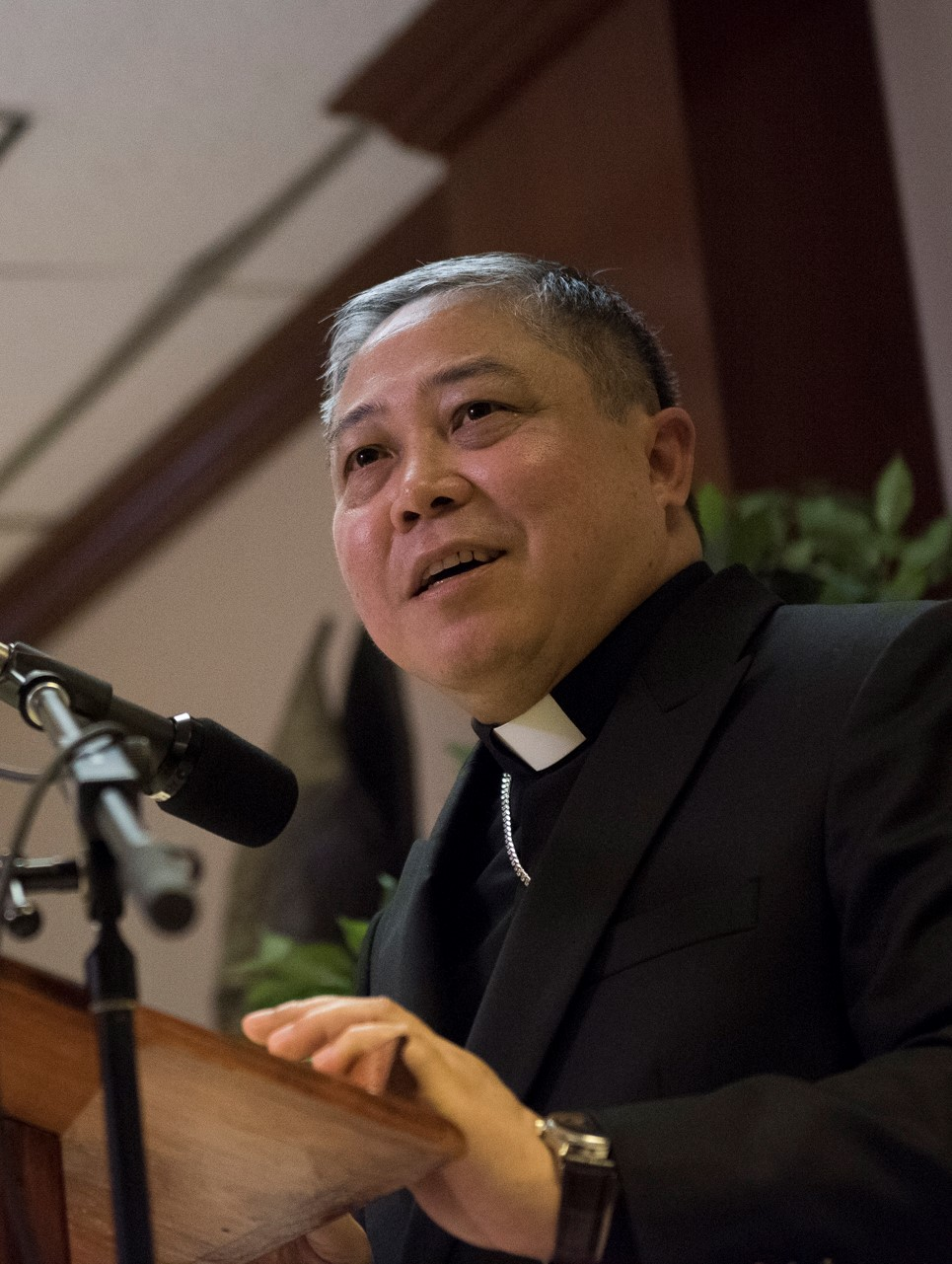
Bernardito Cleopas Auza (2015)

Wappen von Bernardito Cleopas Auza

Bernardito Cleopas Auza (* 10. Juni 1959 in Talibon, Bohol, Philippinen) ist ein philippinischer Geistlicher, römisch-katholischer Erzbischof und Diplomat des Heiligen Stuhls.

## Leben
Bernardito Cleopas Auza studierte am Priesterseminar in Tagbilaran und empfing am 29. Juni 1985 die Priesterweihe durch Daniel Francis Walsh, Weihbischof in San Francisco und später Bischof von Santa Rosa in California. An der University of Santo Tomas beendete er seine theologische Ausbildung und trat in den diplomatischen Dienst des Heiligen Stuhls ein. Er war in den Vertretungen in Madagaskar und dem südlichen Indischen Ozean (1990–93), Bulgarien (1993–96), Albanien (1997–98), vatikanischen Staatssekretariat in der Abteilung für die Beziehungen zu anderen Staaten („Außenministerium“) (1999–2006) und bei der Ständigen Vertretung des Heiligen Stuhls bei den Vereinten Nationen (2006–2008) tätig.
Am 8. Mai 2008 ernannte ihn Papst Benedikt XVI. zum Titularerzbischof pro hac vice von Suacia und zum Apostolischen Nuntius in Haiti. Die Bischofsweihe spendete ihm Kardinalstaatssekretär Tarcisio Bertone SDB am 3. Juli desselben Jahres; Mitkonsekratoren waren Ivan Kardinal Dias, Präfekt der Kongregation für die Evangelisierung der Völker, und Jean-Louis Kardinal Tauran, Präsident des Päpstlichen Rates für den Interreligiösen Dialog. Nach dem Tod von Erzbischof Joseph Serge Miots, der bei dem schweren Erdbeben in Haiti 2010 ums Leben kam, war er bis zur Ernennung eines Nachfolgers Anfang 2011 Apostolischer Administrator des Erzbistums Port-au-Prince.
Am 2. Juli 2014 wurde er von Papst Franziskus zum Ständigen Beobachter des Heiligen Stuhles bei den Vereinten Nationen (UNO) in New York ernannt. Er trat die Nachfolge von Francis Assisi Chullikatt an. Zwei Wochen später wurde er zusätzlich zum Ständigen Beobachter des Heiligen Stuhles bei der Organisation Amerikanischer Staaten ernannt.
Am 1. Oktober 2019 ernannte ihn Papst Franziskus zum Apostolischen Nuntius in Spanien und Andorra. Im März 2025 wurde er zum Apostolischen Nuntius bei der Europäischen Union ernannt. Er ist Nachfolger des im August 2024 gestorbenen irischen Erzbischofs Noel Treanor.
Auza spricht Tagalog, italienisch, englisch, spanisch und französisch.